# Anastasija Reiberger
Anastasija Reiberger (dawniej Nastia Ryshich) (ur. 19 września 1977 w Omsku) – niemiecka lekkoatletka, tyczkarka.
W 2008 roku uczestniczyła w igrzyskach olimpijskich jednak nie udało jej się awansować do finału. Halowa mistrzyni świata oraz medalistka młodzieżowych mistrzostw Europy w roku 1999. Jako juniorka ustanowiła 4 rekordy świata w swojej kategorii wiekowej. Utalentowaną tyczkarką jest również jej młodsza siostra Lisa Ryzih.

## Osiągnięcia
| Rok  | Impreza                             | Miejsce   | Lokata            |
| ---- | ----------------------------------- | --------- | ----------------- |
| 1998 | Mistrzostwa Europy                  | Budapeszt | 4. miejsce        |
| 1999 | Halowe mistrzostwa świata           | Maebashi  | 1. miejsce        |
| 1999 | Młodzieżowe mistrzostwa Europy      | Göteborg  | 2. miejsce        |
| 2006 | Superliga pucharu Europy            | Malaga    | 3. miejsce        |
| 2006 | Światowy finał lekkoatletyczny IAAF | Stuttgart | 8. miejsce        |
| 2008 | Igrzyska olimpijskie                | Pekin     | el. – 14. miejsce |

## Rekordy życiowe
- Skok o tyczce – 4,63 (2006)
- Skok o tyczce (hala) – 4,50 (1999 & 2004)